# Sachaliphantes
Sachaliphantes is een geslacht van spinnen uit de familie hangmatspinnen (Linyphiidae).

## Soorten
De volgende soorten zijn bij het geslacht ingedeeld:
- Sachaliphantes sachalinensis (Tanasevitch, 1988)